# Rebirth (musikalbum av Jennifer Lopez)
Rebirth är ett musikalbum av den amerikanska sångerskan Jennifer Lopez.

## Låtlista
1. "Get Right" (James Brown, Rich Harrison, Usher) – 3:45
2. "Step into My World" (Rodney Jerkins, Fred Jerkins III, Delisha Thomas, Hector Diaz) – 4:05
3. "Hold You Down" (featuring Fat Joe) (Larry Troutman, Cory Rooney, Joe Cartagena, Gregory Christopher, Gregory Bruno, Makeba Riddick, William Beck) – 4:32
4. "Whatever You Wanna Do" (Rich Harrison, Harvey Fuqua, Delma A. Churchill, Kenneth L. Hawkins) – 3:49
5. "Cherry Pie" (Bob Robinson, Cory Rooney, Jennifer Lopez, Tim Kelley) – 4:06
6. "I Got U" (Delisha Thomas, Rodney Jerkins, LaShawn Daniels, Fred III Jerkins, Aaron Pearce) – 3:57
7. "Still Around" (Cory Rooney, Antwan Patton, Archie Hall) – 3:22
8. "Ryde or Die" (Brandy, Robert Smith, Blake English) – 4:03
9. "I, Love" (Bob Robinson, Cory Rooney, Tim Kelley) – 3:42
10. "He'll Be Back" (Tim Mosley, Walter Millsap III, Candice Nelson) – 4:18
11. "(Can't Believe) This Is Me" (Cory Rooney, Jennifer Lopez, Marc Anthony) – 4:44
12. "Get Right" (Remix featuring Fabolous) (James Brown, Rich Harrison, Usher) – 3:50